# 三行決定
三行決定（さんぎょうけってい、みくだりけってい）とは、最高裁判所が民事訴訟について毎年大量に出す例文棄却決定のこと（刑事訴訟は必ず開廷する）。調書の形で出る場合と決定書の形で出る場合の2種類がある。主文部分が3行の定型文なのでこの別名がある。

## なぜ三行決定が下されるのか
日本では最高裁判所が終審裁判所としての地位を有しており、下級審にて敗訴した当事者が徹底して争う場合には最高裁判所への上告ないしは上告受理の申立てがなされることが多い。しかし、最高裁判所裁判官の定員はわずか15名と極端に少ないため、上告に必要な要件は著しく限定されており（上告#概要）、最高裁判所は一部の例外を除き上告事件のほとんどを「上告理由に当たらない」と見なして、三行決定という略式書面の形で棄却するものである。当然ながら口頭弁論は開かれず、書類審理と書面通知のみである。逆に、小法廷が口頭弁論を開く場合は、従来の判例が見直される可能性が非常に高い（控訴審判決破棄・高等裁判所への差し戻しなど）。

## 三行決定の例
| 決定 当事者の表示 別紙当事者目録記載のとおり 上記当事者間の（札幌・仙台・東京・名古屋・大阪・広島・高松・福岡）高等裁判所平成yy年（ネ）第nn号損害賠償請求事件について，同裁判所が平成yy年m月dd日に言渡した判決に対し，上告人兼申立人から上告及び上告受理の申立てがあった。よって，当裁判所は次のとおり決定する。 主文 本件上告を棄却する。 本件を上告審として受理しない。 上告費用及び申立費用は上告人兼申立人の負担とする。 理由 1 上告について 民事事件について最高裁判所に上告が許されるのは，民訴法312条1項及び2項所定の事由に該当する場合に限られるところ，本件上告理由は違憲及び理由不備をいうが，その実質は事実誤認又は単なる法令違反を主張するものに過ぎず，明らかに上記各項に規定する事由に該当しない。 2 上告受理申立について 本件申立ての理由によれば，本件は，民訴法318条1項により受理すべきものとは認められない。 よって,裁判官全員一致の意見で，主文のとおり決定する。 平成yy年mm月dd日 最高裁判所第n（n=1〜3）小法廷 裁判長裁判官 ＊＊ 以下5名 |